# Chennenahalli, Channagiri
Chennenahalli là một làng thuộc tehsil Channagiri, huyện Davanagere, bang Karnataka, Ấn Độ.